# 45338 Ericevans
45305 Paulscherrer è un asteroide della fascia principale. Scoperto nel 2000, presenta un'orbita caratterizzata da un semiasse maggiore pari a 2,603532 UA e da un'eccentricità di 0,133821, inclinata di 14,111201° rispetto all'eclittica.